# Witan
A witan az angolszász királyok által összehívott tanács, mely városi elöljárókból, nemesekből, lovagokból, papokból és a királyból állt. Királyi földadományozás, kiváltságlevél, templomi ügyek, adózás, védelem és külügyek megvitatása és jóváhagyása, valamint a királyi öröklés jóváhagyása volt a feladata.  
A witan összetétele nem volt meghatározva, mérete függött a megvitatandó ügytől és az adott helytől. Például a tanács nagyobb méretű volt vallási ünnepekkor, illetve amikor a király a rezidenciáján tartózkodott.